# Pemfigoide bolloso
Il pemfigoide bolloso è una patologia bollosa autoimmune subepidermica.

## Storia
Il pemfigoide bolloso fu riconosciuto per la prima volta da Walter Lever nel 1953.
Il vescovo Ubaldo Baldassini, santo patrono di Gubbio, morì nel 1160 per una malattia che, da analisi condotte sulla mummia del Santo nel 2017, si è accertata essere il pemfigoide bolloso; tale patologia favorì la disidratazione del corpo e la sua mummificazione. I resti del vescovo sono conservati nella basilica di Sant'Ubaldo a Gubbio.

## Epidemiologia
È la più frequente patologia bollosa autoimmune. L'incidenza è di 2,5-66 casi per milione di abitanti a seconda della popolazione considerata. In Italia l'incidenza è di 10-14 casi per milione di abitanti.. Nel Regno Unito e in Francia l'incidenza è aumentata da 2 a 4,8 volte nell'ultimo decennio; questo potrebbe essere dovuto ad un aumento dell'età media della popolazione, a miglioramenti nella diagnosi della patologia, ad un aumento nell'utilizzo di diuretici e all'aumento dell'incidenza delle patologie neurologiche. Colpisce prevalentemente gli anziani tra i 70-80 anni e i bambini sotto l'anno di età, raramente individui sotto i 50 anni. Le femmine sono più colpite dei maschi ma, considerando la maggiore aspettative di vita delle prime, l'incidenza risulterebbe maggiore nei maschi.
Nel 30-50% dei casi il pemfigoide bolloso è associato a malattie neurologiche e psichiatriche come ictus, epilessia, malattia di Parkinson, depressione unipolare, disturbo bipolare e disordini cognitivi..
Il pemfigoide bolloso è associato ad HLA-DQB*0301. Non sono noti fattori di rischio ambientali.

## Patogenesi
Nei meccanismi autoimmuni del pemfigoide bolloso sono coinvolte sia l'immunità umorale che quella cellulare.
Quasi tutti i pazienti affetti da questa patologia all'esordio hanno autoanticorpi circolanti che si legano al collagene di tipo XVII (noto anche come BP180 o BPAG-2), in particolare al dominio extracellulare del 16° dominio non-collagenico (NC16A), nelle fasi successive sviluppano autoanticorpi anche verso altre porzioni della proteina. La maggior parte di questi autoanticorpi sono inizialmente IgG1 e IgG4 ma la maggior parte dei pazienti poi produce anche IgA e IgE specifiche per NC16A. Il 50-70% dei pazienti sviluppa autoanticorpi circolanti verso la porzione C-terminale della distonina (nota anche come BP230, BPAG-1). I livelli circolanti di autoanticorpi anti-NC16A correla con l'attività della malattia a differenza degli anti-distonina.
La risposta immunitaria cellulo-mediata è sostenuta sia da linfociti B che da linfociti T autoreattivi con secrezione di un profilo di citochine misto Th1/Th2. La risposta autoimmune verso il dominio N-terminale di NC16A è correlata con una forma severa della patologia mentre quella verso i domini intracellulari con una forma lieve, meno comune quella verso distonina.
Secondo il modello più accettato, il legame degli autoanticorpi a NC16A presso la giunzione dermo-epidermica determinerebbe l'attivazione del sistema del complemento, la secrezione da parte dei cheratinociti basali di IL-6 e IL-8 e la degranulazione dei mastociti. Il gradiente di citochine secrete attrae neutrofili e macrofagi che plasmina che insieme alla proteinasi 4 di origine mastocitaria attiva la metalloproteinasi 9 che a sua volta inattiva l'inibitore dell'α1-proteinasi che in questo modo non può più inibire l'elastasi neutrofila, principale responsabile della proteolisi a livello della giunzione dermo-epidermica e la conseguente formazione delle caratteristiche bolle.
I fattori scatenanti più comuni sono traumi, ustioni, diuretici (in particolare la furosemide), radioterapia, radiazioni UV, PUVA, terapia fotodinamica.

## Istologia
Si riscontrano bolle subepidermiche determinate dal distacco dell'epidermide dal derma presso la giunzione dermo-epidermica, più precisamente a livello della lamina lucida. Il derma papillare e la membrana basale nella fase attiva della malattia presentano un denso infiltrato di neutrofili, eosinofili e in minor misura macrofagi e linfociti T ma le caratteristiche dell'infiltrato possono variare a seconda del quadro clinico. All'immunofluorescenza diretta è possibile riscontrare depositi lineari di IgG anti-NC16A e in minor misura IgA, IgE e C3 presso la giunzione dermo-epidermica. Esaminando i depositi ad alto ingrandimento e in sezioni sottili è possibile distinguere il pattern "n-serrato", caratteristico di tutte le malattie immunobollose subepidermiche tranne l'epidermolisi bollosa acquisita e il lupus eritematoso sistemico bolloso che presentano un pattern "u-serrato". Un'altra utile distinzione si ottiene con l'immunofluorescenza indiretta in seguito ad incubazione in soluzione 1 M di NaCl per indurre un distacco dermo-epidermico artificiale. In questo caso i depositi anticorpali anti-distonina si rilevano nel tetto della bolla nel pemfigoide bolloso, nel pemfigoide delle membrane mucose, nel pemfigoide gravidico e nella malattia lineare da IgA mentre si riscontrano nel pavimento della bolla nel pemfigoide delle membrane mucose con anticorpi anti-laminina 332, nel pemfigoide anti-p220 e nell'epidermolisi bollosa acquisita.

## Clinica
La fase prodromica, definita pre-bollosa o non-bollosa, che perdura per settimane o mesi, è caratterizzata da chiazze eritematose pruriginose, talvolta con aspetti orticarioidi, e in altri casi da papule escoriate (forma simil-prurigo) o lesioni eczematose. In alcuni casi non si verificano lesioni visibili. Il prurito può variare da lieve a intollerabile.
La fase bollosa è caratterizzata da un'eruzione costituita da bolle di diametro variabile da pochi millimetri a diversi centimetri, isolate o confluenti, a parete tesa e contenuto sieroso, più raramente sieroematico su cute eritematosa o non eritematosa. Le bolle possono persistere per qualche giorno, per poi rompersi e determinare la formazione di erosioni, poi di croste giallastre o emorragiche. La distribuzione delle bolle è talvolta simmetrica e si concentra prevalentemente alle superficie flessorie degli arti e all'addome, ma si possono presentare su tutta la superficie cutanea e alle pieghe, dove assumono aspetti vegetanti. In rari casi sono colpite le mucose di cavo orale, faringe, esofago, occhi, naso e ano-genitali. In fase di risoluzione si possono riscontrare cisti cheratiniche, note come grani di miglio. Le lesioni guariscono senza lasciare cicatrici, tranne nei casi in cui si verifichi sovrainfezione batterica, ma gli esiti post-infiammatori, inizialmente eritematosi e poi ipercromici, possono perdurare per mesi. Il segno di Nikolsky è negativo, a differenza del pemfigo.
Oltre alla forma classica esistono varianti rare, come simil-prurigo, simil-prurigo nodulare, disidrosica, eritrodermica, papulare, eczematosa, linfomatoide, vegetante, vescicolare, simil-epidermolisi tossica.
Nella forma localizzata le lesioni interessano prevalentemente una o poche regioni, come palmi delle mani, piante dei piedi, ombelico e genitali. Queste forme si possono trasformare successivamente in quella classica. Nel pemfigoide bolloso dell'infanzia le bolle hanno una tipica distribuzione palmo-plantare o ai genitali. Queste forme non mostrano caratteristiche immunopatologiche differenti rispetto alla classica.
Le principali complicanze sono infezioni ed embolia polmonare.

## Prognosi
Il decorso è cronico. Se non trattata, l'eruzione può persistere per mesi o per anni, pur risultando autolimitante in buona parte dei casi, ma una recidiva si verifica in circa la metà dei pazienti ed è correlata ad elevati titoli sierici di anticorpi anti-NC16A. La mortalità ad un anno è di 2-6 volte più elevata rispetto ad individui della stessa età e sesso ed è correlata ad età avanzata (> 80 anni), alti titoli di anticorpi anti-NC16A, malattia estesa alla maggior parte dell'ambito cutaneo, ipoalbuminemia (< 3,6 g/dL), terapia con alte dosi di prednisolone (> 35 mg/die), malattie cardiache, malattie neurologiche e diabete.

## Diagnosi
La diagnosi si basa sulle caratteristiche cliniche della patologia e viene confermata con biopsia cutanea e successivo esame istopatologico con immunofluorescenza diretta, che permette il riscontro dei tipici depositi di lineari IgG alla giunzione dermo-epidermica; ad alto ingrandimento è poi possibile distinguere il pattern "n-serrato" o "u-serrato". Se l'IFD risulta negativa, si ricorre all'immunofluorescenza indiretta, grazie alla quale è inoltre possibile distinguere le varianti di pemfigoide tra quelle in cui i depositi si verificano sul tetto della bolla e quelle in cui si trovano sul pavimento. Se l'immunofluorescenza non risulta diagnostica, si ricorre all'ELISA.

## Trattamento
La terapia è basata sulla somministrazione di corticosteroidi sistemici come il prednisone, spesso associati ad una terapia topica con corticosteroidi.